# 亞瑟·迪宏·理特

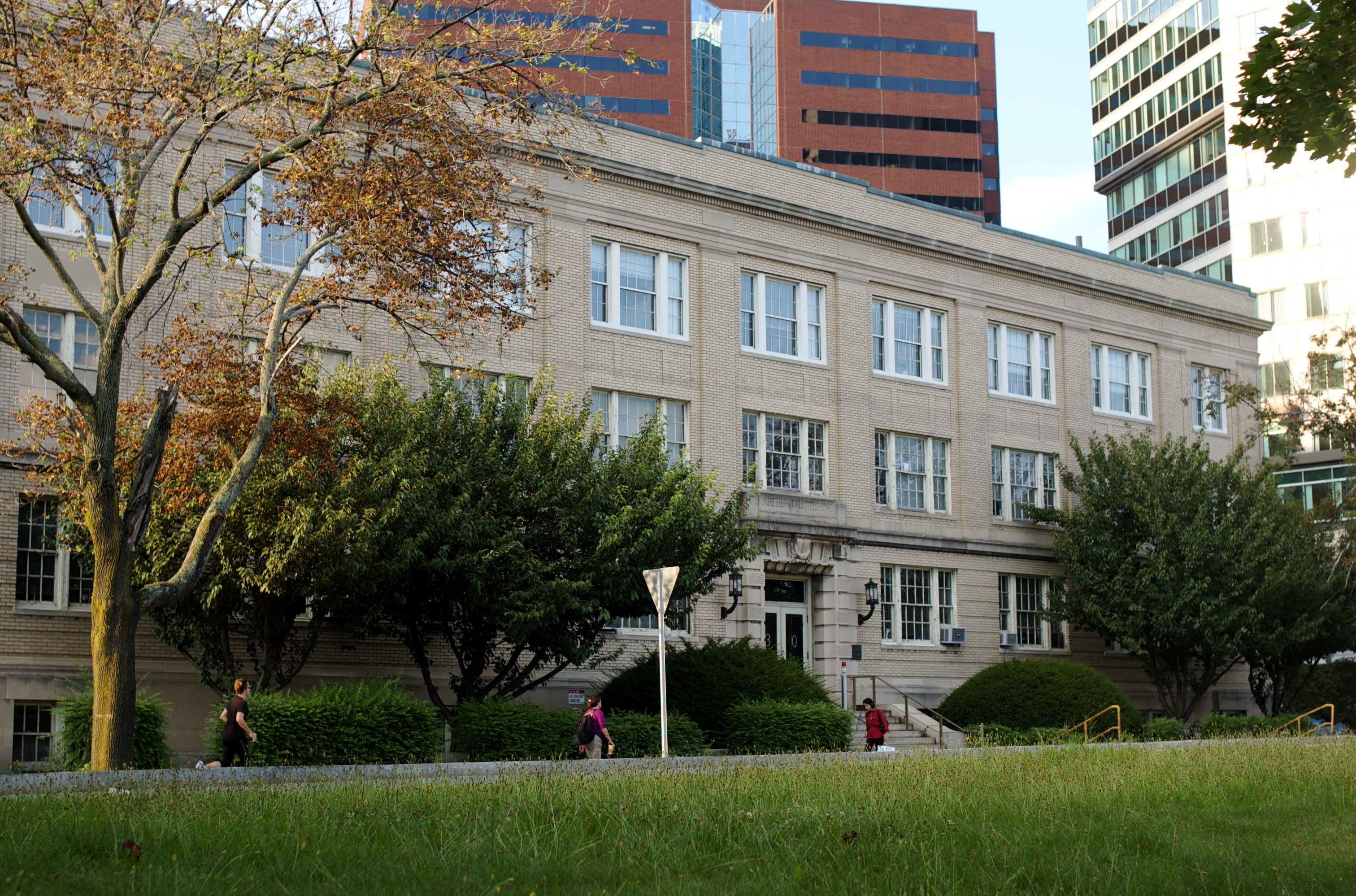
佇立於麻薩諸塞州劍橋的理特顧問公司，於1917年開張，靠近麻省理工學院。

亞瑟·迪宏·理特（英語：Arthur Dehon Little，1863年12月15日—1935年8月1日），美國化學家及化學工程師。他創立了理特顧問公司，並對麻省理工學院建立化學工程學門做出重大貢獻。他在1916年提出了單元操作這個術語及概念來解釋化工製程，並促進工業界研究開發的概念。

## 私人生活
理特出生於美國麻薩諸塞州波士頓，1881至1884年期間就讀於麻省理工學院。
1901年，他與亨利埃塔·羅傑斯·安東尼（Henrietta Rogers Anthony）結婚，於1935年8月1日在緬因州芒特迪瑟特離世。他是德事隆創立者兼總裁羅伊爾·理特的叔父。

## 事業生涯

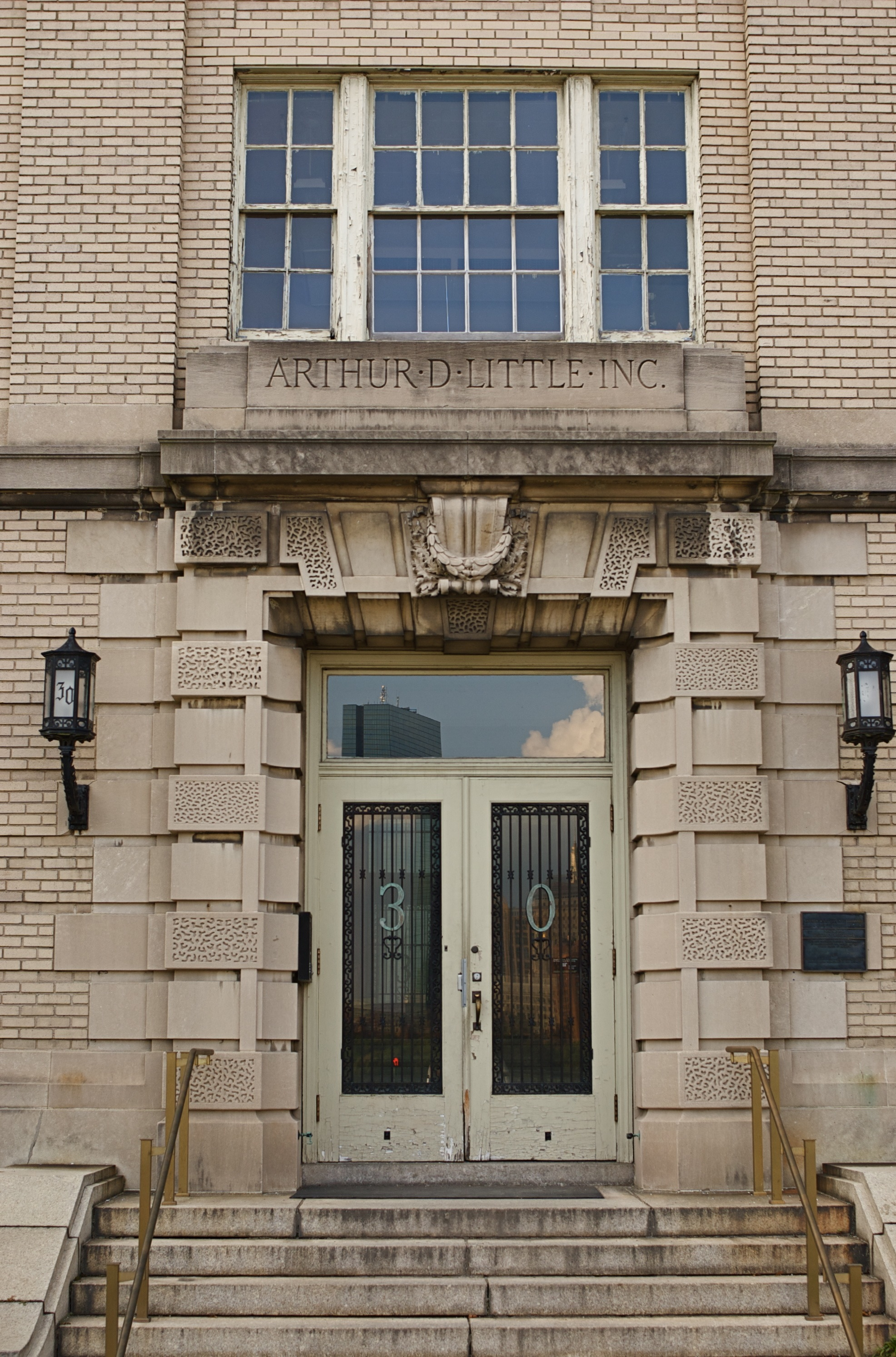
理特顧問公司大廈30紀念公園的入口

1886年，理特以化學家的身分加入位於羅得島州東普洛威頓斯的里士滿紙業公司，隨後便成為一間造紙工廠的廠長。在造紙業服務的期間，他指出工廠在化工製程設計上的缺失，並以更改製程取得他人生中的第一項專利。隨後，他又從事研究，從中取得多項關於造紙技術的專利。
理特離職並與過往在里士滿紙業共事的羅傑·格里芬（Roger Griffin）合夥於波士頓開設新公司「理特與格里芬」（Little & Griffin）。由理特與格里芬兩人合著的一份名為《造紙化學》（The Chemistry of Paper-making）的手稿在當時的造紙界是多年的權威教材。然而，由于格里芬於1893年的一場實驗室意外中喪生，這份手稿也被擱置而從未完成。
在這場悲劇後，理特獨自經營多年事業。在這段期間，他創立了「纖維素產品公司」（Cellulose Products Company），將醋酸纖維素運用於生產不可燃的電線絕緣及人造絲。然而，這間公司的財務營運不甚理想，伊士曼·柯達與盧斯特公司在它倒閉時，分別收購了不可燃電影膠片與人造絲的專利，而後者成為了美國製造醋酸纖維的唯一製造商。
理特隨後與麻省理工學院及該校化學系的威廉·赫爾茨·沃克合作，於1900年合夥成立「理特與沃克」（Little & Walker），直到1905年沃克決定全心投入麻省理工學院新創立的應用化學研究實驗室為止。理特持續經營並於1909年正式成立理特顧問公司。
身為麻省理工學院化學與化學工程學系訪問委員會的主席，他負責引進化學工程實習學校。他也在1893至1916年間於該校教授造紙課程。

## 榮譽
理特曾任美國化學學會主席（1912年－1914年）、美國化學工程學會主席（1919年）以及化學工業學會主席（1928年－1929年）。  1931年，獲頒珀金獎章。

## 選集
- Little, A.D.; Griffin, R.B., "The Chemistry of Paper-Making, together with the principles of general chemistry; a handbook for the student and manufacturer" （页面存档备份，存于）, New York : Howard Lockwood & Co., 1894.
- Little, A.D., "The Paper-Makers's Trouble Book", 1910.
- Little, A.D., "Industrial Research in America", Journal of Industrial and Engineering Chemistry, v.5, 1913, p. 793
- Little, A.D., "Industrial Research in America", Science 7, November 1913: 643-656. (presidential address at the forty eighth meeting of the American Chemical Society, Rochester, New York)
- Little, A.D., "The Handwriting on the Wall: A Chemist's Interpretation (Essays)". Little, Brown, 1928.[9]

## 外部連結
- Sullivan, Joseph; McGuire, Brian; Moody, Susie H.; Giese, Michael W.  (PDF). Library of Congress.   [30 November 2016]. （原始内容存档 (PDF)于2016-12-16）.